# Cynanchum virens
Cynanchum virens är en oleanderväxtart som först beskrevs av Ernst Meyer, och fick sitt nu gällande namn av David Nathaniel Friedrich Dietrich. Cynanchum virens ingår i släktet Cynanchum och familjen oleanderväxter. Inga underarter finns listade i Catalogue of Life.